# Jón
Jón (IPA: [joun], [jɔun]) ist ein isländischer und färöischer männlicher Vorname.

## Herkunft und Bedeutung
Jón ist eine Variante des Namens Johannes („der HERR ist gnädig“) oder Jonas („Taube“).

## Verbreitung
Der Name ist der beliebteste männliche Vorname in Island. Im Jahre 2012 war er der häufigste Name vor Sigurður und Guðmundur.

## Varianten
Eine Variante des Namens ist Jónsi. Weibliche Varianten sind Jónína und Jóna.
Verwandt ist der Name mit den isländischen Varianten Jóhann, Jóhannes und dem färöischen Jógvan.

## Namensträger

### A
- Jón Hnefill Aðalsteinsson (1927–2010), isländischer Wissenschaftler und Folklorist
- Jón Arason (1484–1550), isländischer katholischer Bischof von Hólar
- Jón Bjarni Atlason (* 1971), isländischer Germanist

### Á
- Jón Árnason (Bischof) (1665–1743), isländischer Bischof von Skálholt
- Jón Árnason (Autor) (1819–1888), isländischer Autor und Sammler von Märchen und Sagen
- Jón Gunnar Árnason (1931–1989), isländischer Bildhauer
- Jón Loftur Árnason (* 1960), isländischer Schachspieler

### B
- Jón Þór Birgisson (* 1975), isländischer Musiker
- Jón Bjarnason (* 1943), isländischer Politiker (Links-Grüne Bewegung)
- Jón Páll Bjarnason (1938–2015), isländischer Jazzgitarrist

### E
- Jón Ólafur Eiríksson (* 1987), isländischer Fußballspieler

### F
- Jón Guðni Fjóluson (* 1989), isländischer Fußballspieler

### G
- Jón Gerreksson († 1433), dänisch-isländischer Bischof von Skálholt
- Jón Gíslason (* 1983), isländischer Eishockeyspieler
- Jón Gnarr (eigentlich Jón Gunnar Kristinsson; * 1967), isländischer Komiker und Politiker
- Jón Guðmundsson (Gelehrter) (Jón lærði Guðmundsson; 1574–1658), isländischer Gelehrter und Magier
- Jón Guðmundsson (Politiker) (1807–1875), isländischer Journalist und Politiker
- Jón Guðmundsson (Schachspieler) (1904–1980), isländischer Schachspieler
- Jón Axel Guðmundsson (* 1996), isländischer Basketballspieler
- Jón Ingi Guðmundsson (1909–1989), isländischer Wasserballspieler
- Jón Gunnarsson (* 1956), isländischer Politiker (Unabhängigkeitspartei)

### H
- Jón Halldórsson (Bischof) (1275–1339), isländischer Bischof von Skálholt
- Jón Halldórsson (Pastor) (1665–1736), isländischer Pastor und Historiker
- Jón Halldórsson (Leichtathlet, 1889) (1889–1984), isländischer Leichtathlet
- Jón Halldórsson (Leichtathlet, 1982) (* 1982), isländischer Behindertensportler
- Jón Laxdal Halldórsson, bekannt als Jón Laxdal (1933–2005), isländischer Schauspieler und Regisseur
- Jón Baldvin Hannibalsson (* 1939), isländischer Politiker
- Jón Helgason (Bischof) (1866–1942), isländischer Theologe und Geistlicher
- Jón Helgason (Schriftsteller, 1899) (1899–1986), isländischer Philologe und Lyriker
- Jón Helgason (Schriftsteller, 1914) (1914–1981), isländischer Schriftsteller
- Jón Helgason (Politiker) (* 1931), isländischer Politiker
- Jón korpur Hrafnsson (* 1255), Sohn von Þuríður Sturludóttir

### J
- Jón Rói Jacobsen (* 1983), färöischer Fußballspieler
- Jón Ásgeir Jóhannesson (* 1968), Vorstandsvorsitzender des isländischen Konzerns Baugur Group
- Jón Dan Jónsson (1915–2000), isländischer Schriftsteller

### K
- Jón Kristjánsson (Skilangläufer) (1920–1996), isländischer Skilangläufer
- Jón Kristjánsson (Politiker) (* 1941), isländischer Politiker
- Jón Stefán Kristjánsson (* 1958), isländischer Schauspieler

### L
- Jón Laxdal (eigentlich Jón Laxdal Halldórsson; 1933–2005), isländischer Schauspieler und Regisseur
- Jón Leifs (1899–1968), isländischer Komponist
- Jón Loftsson (1124–1197), isländischer Gode, Gelehrter und Stammesführer

### M
- Jón Magnússon (1859–1926), isländischer Politiker
- Jón Magnússon (Theologe) (um 1610–1696), isländischer Theologe und Autor
- Jón Magnússon (Handballspieler) (* 1948), isländischer Handballspieler
- Jón Arnar Magnússon (* 1969), isländischer Zehnkämpfer

### Ó
- Jón Ólafsson (Abenteurer) (1593–1679), isländischer Herausgeber, Journalist, Dichter und Abenteurer
- Jón Ólafsson, bekannt als Jón Grunnvíkingur (1705–1779), isländischer Gelehrter
- Jón Ólafsson (Journalist) (1850–1916), isländischer Journalist und Autor
- Jón Ólafsson (Leichtathlet) (* 1941), isländischer Leichtathlet
- Jón Þór Ólafsson (* 1977), isländischer Politiker
- Jón Ólafsson (Diskuswerfer) isländischer Diskuswerfer
- Jón Óskar (eigentlich Jón Óskar Ásmundsson; 1921–1998), isländischer Dichter, Autor, Musiker und Übersetzer

### P
- Jón Pálmason (1888–1973), isländischer Politiker
- Jón Krosslá Poulsen (* 1988), färöischer Fußballspieler

### S
- Jón Páll Sigmarsson (1960–1993), isländischer Kraftsportler (Strongman)
- Jón Trausti Sigurðarson (* 1982), isländischer Zeitungsredakteur
- Jón Sigurðsson (1811–1879), isländischer Politiker
- Jón Jósep Snæbjörnsson (* 1977), isländischer Musiker
- Jón Stefánsson, eigentlicher Name von Þorgils Gjallandi (1851–1915), isländischer Schriftsteller
- Jón Stefánsson (Maler) (1881–1962), isländischer Maler
- Jón Stefánsson (Fußballspieler) (* 1937), isländischer Fußballspieler
- Jón Arnór Stefánsson (* 1982), isländischer Basketballspieler
- Jón Kalman Stefánsson (* 1963), isländischer Schriftsteller
- Jon Stephenson von Tetzchner (* 1967), isländischer Telekommunikationsforscher und Unternehmer
- Jón Steingrímsson (1728–1791), isländischer Priester
- Jón Sveinsson (1857–1944), isländischer Schriftsteller

### T
- Jón Thoroddsen (Schriftsteller, 1818) (1818–1868), isländischer Schriftsteller
- Jón Thoroddsen (Schriftsteller, 1898) (1898–1924), isländischer Schriftsteller
- Jón Trausti (1873–1918), Pseudonym für Guðmundur Magnusson, isländischer Schriftsteller

### V
- Jón Vídalín (1666–1720), isländischer Geistlicher, Bischof von Skálholt
- Jón úr Vör (1917–2000), isländischer Dichter, Herausgeber und Bibliothekar

### Þ
- Jón Þórðarson († nach 1397), isländischer Priester
- Jón Þorláksson (Schriftsteller) (1744–1819), isländischer Schriftsteller und Übersetzer
- Jón Þorláksson (Politiker) (1877–1935), isländischer Politiker

### Ö
- Jón Ögmundsson (1052–1121), isländischer Bischof

## Fiktive Figuren
- Jón Hreggviðsson, eine Figur in Die Islandglocke (Íslandsklukkan) von Halldór Laxness